# IC 4208
IC 4208 ist ein im Sternbild Jagdhunde am Nordsternhimmel gelegener Stern, den der Astronom Max Wolf am 21. März 1903 fälschlich als IC-Objekt   beschrieb.